# Ликад, Сесиль
Сесиль Ликад (исп. Cecile Licad; род. 11 мая 1961, Манила) — филиппинская пианистка.

## Биография
Начала учиться музыке в трёхлетнем возрасте у своей матери, затем занималась с видным филиппинским музыкальным педагогом Росарио Пикасо. В 8 лет дебютировала с Филиппинским филармоническим оркестром. В 12 лет переехала в США, училась в Кёртисовском институте у Рудольфа Серкина, Сеймура Липкина и Мечислава Хоршовского. В 1981 г. выиграла один из важнейших американских исполнительских конкурсов — Конкурс имени Левентритта; эта победа принесла ей, помимо 10.000 долларов, трёхлетний контракт со звукозаписывающей студией CBS и ряд концертных контрактов. В последовавшем исполнении Второго концерта Фридерика Шопена с Нью-Йоркским филармоническим оркестром под управлением Зубина Меты Ликад продемонстрировала, по мнению рецензента, «привлекательное сочетание хрупкой грации и пламенной мощи, причём обе проявлялись тогда, когда этого требовала музыка». В дальнейшей карьере Ликад сопутствовали и другие сочувственные оценки критики, вплоть до курьёзных — так, радиостанция NPR анонсировала интервью с Ликад замечанием о том, что «у Ликад знойный взгляд и голос, как в ночном клубе, но когда она играет Рахманинова, то кажется, что она родилась в России».
Среди важнейших записей Ликад — альбомы произведений Шопена, Роберта Шумана, Мориса Равеля, Луиса Моро Готшалка.